# Слендзинский, Людомир Викентьевич
Людоми́р Вике́нтьевич Слендзи́нский (пол. Ludomir Sleńdziński; 29 октября 1889, Вильна, Российская империя — 26 ноября 1980, Краков, ПНР) — российский и польский художник-монументалист, скульптор, педагог, сын художника Викентия Слендзинского, внук художника Александра Слендзинского.

## Биография

### Молодость
Окончив в 1909 году гимназию и Виленскую Рисовальную школу Ивана Трутнева, в 1910 году, по следам отца поступил учиться в Российскую академию художеств в Санкт-Петербурге. Одним из преподавателей Людомира Слендзинского был известный российский художник-график Дмитрий Кардовский. По окончании Академии художеств, в 1916 году, получил диплом и звание художника живописи. Проживал в Санкт-Петербурге по адресу: Васильевский остров, 10-я линия, 41.
В 1917—1920 годах жил в Екатеринославе, где работал на военном заводе, затем переехал в Умань.

### Вильна
В 1920 году вернулся в родную Вильну и стал работать учителем рисования в Гимназии имени Сигизмунда Августа. Основал Виленское общество художников и был его президентом до 1939 года. С 1923 года также являлся членом Ассоциации польских художников «Ритм» и объединений художников под названиями «Цыганский табор» и «Сморгонь».
Преподавал в виленском Университета Стефана Батория. С 1925 года был заместителем профессора, в 1929 году получил звание адъюнкт-профессора и заместителя декана факультета, в 1931 году — декан факультета изящных искусств, в 1938 — профессор в области монументальной живописи на факультете изящных искусств. Известными учениками его были такие живописцы, как Пётр Сергиевич и Михаил Севрук.
В 1927—1929 годах вместе с женой Марией совершил путешествие во Францию, Италию, Испанию, Англию, Грецию, Сирию, Ливан, Палестину, Египет и Турцию. Был участником многочисленных персональных и групповых выставок в Кракове, Львове, Варшаве, Праге, Стокгольме, Нью-Йорке, Сан-Франциско, Будапеште, Париже, Амстердаме и Вильнюсе.

### Период Второй Мировой войны
Во время войны скрывался  в усадьбе семьи Матусевичей, о чём свидетельствует портрет Стефании Матусевич, написанный в благодарность за гостеприимство. Во время оккупации тайно давал уроки живописи. В 1943 году был арестован и заключён в концлагерь «Правенишки», находящийся на железнодорожном пути Каунас — Кайшядорис, в Литве, около Каунаса. После освобождения вернулся в Вильнюс.

### Краков
В 1944 году переехал в Краков. Стал преподавать сначала в Горной академии, а потом в Техническом университете, где с 1954 по 1956 год занимал должность ректора.

## Творчество
Прежде всего Людомир Слендзинский известен как художник-портретист, автор портретов многих представителей научного и художественного Вильнюса. Сохранились написанные им портреты художника Эдуарда Карнея (1921), архитектора Павла Вендзягольского (1923), портрет жены Марии напротив римского Форума (1925), Автопортрет (1926).
Являлся автором идиллических жанровых картин, таких как «Рыбаки» (1922), «Садовники» (1927), «В ванной» (1930); пейзажей: «Дворец Теодориха в Равенне» (1925), «Побережье Сиракуз» (1927).
Также известны его монументальные росписи потолков, в частности, с аллегорической фигурой «Полония» в здании Президиума Совета Министров (1923) в Вильно, фрески в зале заседаний этого же здания (1929), фрески в здании Национального Банка в Вильнюсе (1938).

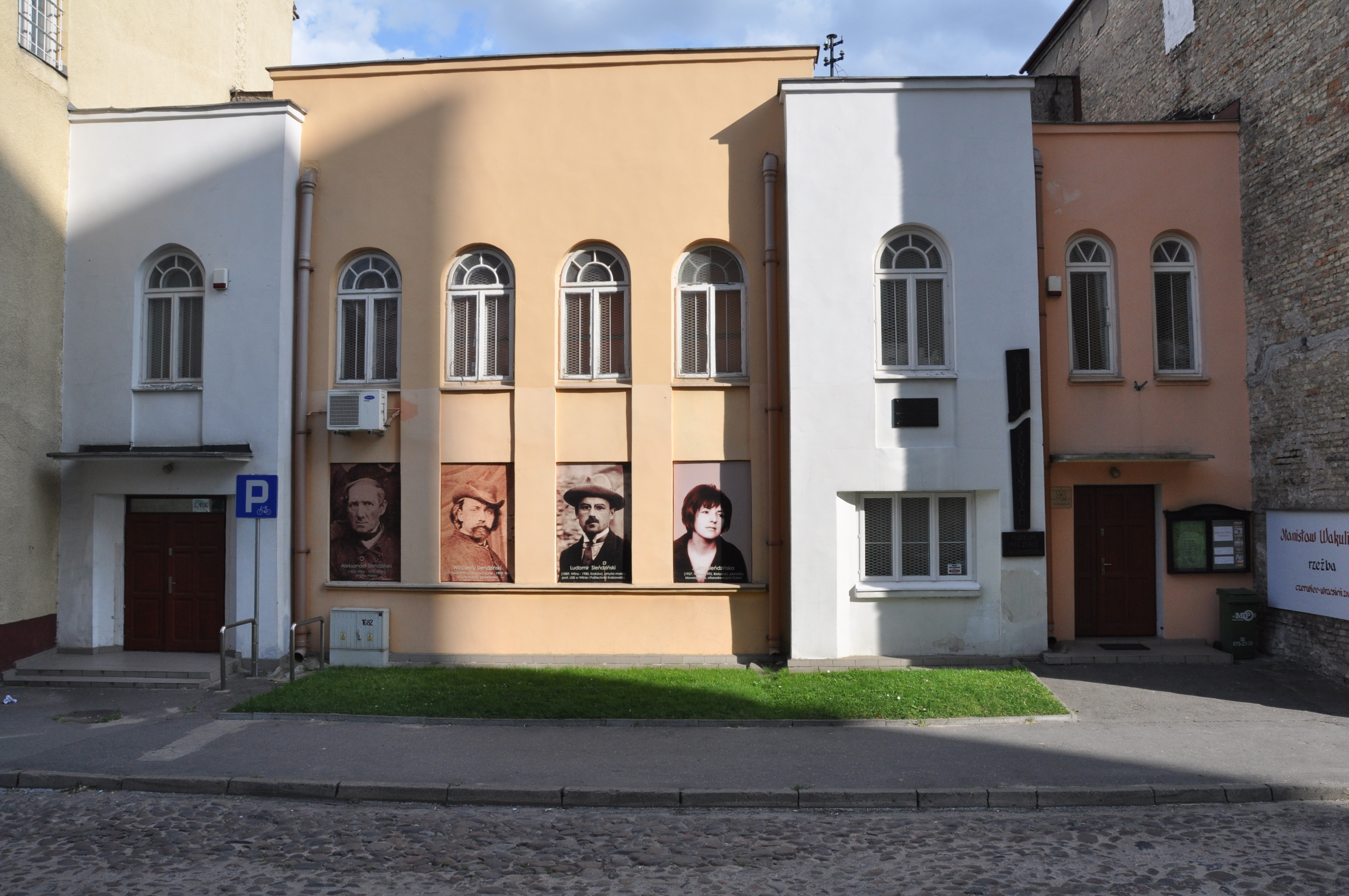
Галерея имени Слендзинских

## Память
В память о четырёх представителях художественной династии Слендзинских в Белостоке открыта Галерея имени Слендзинских.